# 28e corps d'armée (Union soviétique)
Pour les articles homonymes, voir 28e corps d'armée.
Le 28e corps d'armée (russe : 28-й армейский корпус) est une grande unité militaire soviétique. Formé en 1957 en République socialiste soviétique d'Ukraine, le corps s'installe en Tchécoslovaquie en 1968. Rapatrié en Sibérie en 1991, le corps est dissout en juin 1994.